# جاز (صفحه‌خوان)
جاز (JAWS) مخفف عبارت انگلیسی (Job Access With Speech)، یک برنامه صفحه‌خوان رایانه برای ویندوز مایکروسافت است که به نابینایان و آسیب‌دیدگان بینایی اجازه می‌دهد به وسیله یک خروجی تبدیل متن به گفتار یا نمایشگر بازآوری‌شونده بریل، صفحه را بخوانند.